# Liste des évêques de Rimini
Cette liste recense les évêques qui se sont succédé sur le siège du diocèse de Rimini.

## Évêques
- Saint Gaudence de Rimini (it)
- Stemnio † (313)
- Eutichio † (359 ?)
- Jean Ier † (496 - 551)
- Étienne Ier † (551 - 553)
- Jean II † (591)
- Castorio † (592)
- Jean III † (599 - 603)
- Paul † (679)
- Agnello † (743)
- Tiberio † (769)
- Étienne II † (826)
- Jean IV † (861)
- Delto † (876 - 885)
- Sergio † (905 - 950)
- Jean V † (967 - 968)
- Hubert Ier † (996)
- Jean VI † (998)
- Hubert II † (1005 - 1015)
- Monaldo † (1024 - 1041)
- Hubert III † (1053 - 1065)
- Opizone † (1069 - 1102)
- Ranieri † (1122 - 1154)
- Alberico † (1158 - 1177)
- Zuzolino † (1177 - 1182)
- Ruffino † (1186 - 1191)
- Ugo † (1193 - 1203)
- Bonaventura Trissino † (1204 - 1230)
- Benno † (1230 - 1242)
- Gualtiero † (1243 - 1243)
- Ranerio † (1244 - 1244)
- Ugolino † (1245 - 1249)
  - Ottaviano degli Ubaldini † (1249 - 1250) (administrateur apostolique)
- Algisio da Rosciate, O.P. † (1250 - 1252)
- Giacomo † (1252 - 1261)
- Ugo † (1262 - 1264)
- Ambrogio, O.P. † (1265 - 1277)
- Guido da Caminate † (1278 - 1300)
- Lorenzo Balacchi † (1300 - 1303)
- Federico Balacchi † (1303 - 1321)
- Francesco Silvestri † (1321 -  1323)
- Girolamo Physicus, O.P. † (1323 - 1328)
- Federico † (1328 - 1329)
- Guido de Baisio † (1329 - 1332)
- Alidosio Alidosi † (1332 - 1353)
- Andrea † (1353 - 1362)
- Angelo Toris † (1362 - 1366)
- Geraldo Gualdi † (1366 - 1366)
- Berardo de Bonavalle † (1366 - 1371)
- Ugolino Malabranca † (1371 - 1374)
- Leale Malatesta † (1374 - 1400)
- Bartolomeo Barbati † (1400 - 1407)
- Bandello Bandelli † (1407 - 1416)
- Girolamo Leonardi † (1418 - 1435)
  - Antonio Correr, O.S.A. † (1435 - 1435) (administrateur apostolique)
- Cristoforo di San Marcello † (1435 - 1444)
- Bartolomeo Malatesta † (1445 -  1448)
- Jacopo Vagnucci † (1448 - 1449
- Lodovico Grassi † (1449 - 1450)
- Egidio da Carpi † (1450 - 1472)
- Bartolomeo Coccapani † (1472 - 1485)
- Giovanni VII † (1485 -  1488)
- Giacomo Passarelli † (1488 -1495)
  - Oliviero Carafa † (1495 - 1497) (administrateur apostolique)
- Gianvincenzo Carafa † (1497 - 1511)
- Simone Bonadies † (1511 - 1518)
- Fabio Cerri dell'Anguillara † (1518 - 1528)
  - Franciotto Orsini † (1528 - 1529) (administrateur apostolique)
  - Antonio Maria Ciocchi del Monte † (1529 - 1529) (administrateur apostolique)
- Ascanio Parisani † (1529 -  1549)
- Giulio Parisani † (1550 - 1574)
- Giovanni Battista Castelli † (1574 - 1584)
- Vincenzo Torfanini † (1584 - 1591)
- Giulio Cesare Salicini † (1591 - 1606)
- Berlinghiero Gessi † (1606 - 1619)
- Cipriano Pavoni † (1619 - 1627)
- Angelo Cesi † (1627 - 1645)
- Federico Sforza † (1645 -  1656)
- Tommaso Carpegna † (1656 - 1659)
- Marco Galli † (1659 -  1683)
- Domenico Maria Corsi † (1687 - 1697)
- Gianantonio Davia † (1708 - 1726)
- Renato Massa † (1726 -  1744)
- Alessandro Giuccioli † (1745 - 1752)
- Marco Antonio Zollio † (1752 - 1757)
- Giovan Battista Stella † (1757 - 1758)
- Ludovico Valenti † (1759 - 1763)
- Francesco Castellini † (1763 -  1777)
- Andrea Antonio Silverio Minucci † (1777 -  1779)
- Vincenzo Ferretti † (1779 - 1806
- Gualfardo Ridolfi † (1807 -  1818)
- Giovan Francesco Guerrieri † (1819 - 1822)
- Ottavio Zollio † (1824 - 1833)
- Francesco Gentilini † ([ 1833 - 1845)
- Salvatore Leziroli † (1845 - 1863)
- Luigi Clementi † (1863 - 1869)
- Luigi Paggi † (1871 - 1876)
- Luigi Raffaele Zampetti † (1876 - 1878)
- Francesco Battaglini † (1879 - 1882)
- Alessandro Chiaruzzi † (1882 - 1891)
- Domenico Fegatelli † (1891 - 1900)
- Vincenzo Scozzoli † (1900 -  1944)
- Luigi Santa, I.M.C. † (1945 - 1953)
- Emilio Biancheri † (1953 - 1976)
- Giovanni Locatelli † (1977 - 1988)
  - Ersilio Tonini (administrateur apostolique) (1988 - 1989)
- Mariano De Nicolò (1989 - 2007)
- Francesco Lambiasi (2007 - 2022)
- Nicolò Anselmi (2022 -)

## Sources
- http://www.catholic-hierarchy.org